# Euphranta maculifrons
Euphranta maculifrons är en tvåvingeart som först beskrevs av de Meijere 1914.  Euphranta maculifrons ingår i släktet Euphranta och familjen borrflugor. Inga underarter finns listade i Catalogue of Life.